# Olympische Sommerspiele 2020/Schwimmen – 200 m Rücken (Frauen)
Der Wettkampf im 200-Meter-Rückenschwimmen der Frauen bei den Olympischen Spielen 2020 in Tokio wurde vom 29. bis 31. Juli 2021 im Tokyo Aquatics Centre ausgetragen.
Es fanden vier Vorläufe statt. Die 16 schnellsten Schwimmerinnen aller Vorläufe qualifizierten sich für zwei Halbfinals. Für das Finale qualifizierten sich die acht zeitschnellsten Schwimmerinnen beider Halbfinals.
Abkürzungen: 
 WR = Weltrekord, OR = olympischer Rekord, AS = asiatischer Rekord, NR = nationaler Rekord, PB = persönliche Bestleistung, JWB = Jahresweltbestzeit

## Rekorde
Vor Beginn der Olympischen Spiele waren folgende Rekorde gültig.
| Weltrekord         | Regan Smith    | 2:03,35 min | Gwangju, Südkorea      | 26. Juli 2019  |
| Olympischer Rekord | Missy Franklin | 2:04,06 min | London, Großbritannien | 3. August 2012 |

## Vorläufe
Donnerstag, 29. Juli 2021, 13:05 Uhr MESZ
 

### Vorlauf 1
| Platz | Bahn | Schwimmerin      | Nation      | Zeit        | Anmerkung |
| ----- | ---- | ---------------- | ----------- | ----------- | --------- |
| 1     | 4    | Ingeborg Løyning | Norwegen    | 2:11,68 min | NR        |
| 2     | 5    | Celina Márquez   | El Salvador | 2:14,72 min |           |
| 3     | 3    | Felicity Passon  | Seychellen  | 2:16,18 min |           |

### Vorlauf 2
| Platz | Bahn | Schwimmerin           | Nation                  | Zeit        | Anmerkung |
| ----- | ---- | --------------------- | ----------------------- | ----------- | --------- |
| 1     | 4    | Rhyan White           | Vereinigte Staaten      | 2:08,23 min |           |
| 2     | 5    | Phoebe Bacon          | Vereinigte Staaten      | 2:08,30 min |           |
| 3     | 6    | Liu Yaxin             | China                   | 2:08,36 min |           |
| 4     | 1    | Tatiana Salcuțan      | Moldau                  | 2:09,98 min | NR        |
| 5     | 2    | Sharon van Rouwendaal | Niederlande             | 2:11,24 min |           |
| 6     | 7    | Lee Eun-ji            | Südkorea                | 2:11,72 min |           |
| 7     | 3    | Cassie Wild           | Großbritannien          | 2:12,93 min |           |
| 8     | 8    | Krystal Lara          | Dominikanische Republik | 2:18,63 min |           |

### Vorlauf 3
| Platz | Bahn | Schwimmerin         | Nation     | Zeit        | Anmerkung |
| ----- | ---- | ------------------- | ---------- | ----------- | --------- |
| 1     | 2    | Peng Xuwei          | China      | 2:09,03 min |           |
| 2     | 5    | Emily Seebohm       | Australien | 2:09,10 min |           |
| 3     | 6    | Lena Grabowski      | Österreich | 2:09,77 min |           |
| 4     | 4    | Margherita Panziera | Italien    | 2:10,26 min |           |
| 5     | 7    | Daryna Sewina       | Ukraine    | 2:12,30 min |           |
| 6     | 3    | Katinka Hosszú      | Ungarn     | 2:12,84 min |           |
| 7     | 1    | Darja K. Ustinowa   | ROC        | 2:13,72 min |           |
| 8     | 8    | Simona Kubová       | Tschechien | 2:15,81 min |           |

### Vorlauf 4
| Platz | Bahn | Schwimmerin     | Nation     | Zeit        | Anmerkung |
| ----- | ---- | --------------- | ---------- | ----------- | --------- |
| 1     | 4    | Kaylee McKeown  | Australien | 2:08,18 min |           |
| 2     | 5    | Kylie Masse     | Kanada     | 2:08,23 min |           |
| 3     | 3    | Taylor Ruck     | Kanada     | 2:08,87 min |           |
| 4     | 6    | Katalin Burián  | Ungarn     | 2:09,10 min |           |
| 5     | 7    | Laura Bernat    | Polen      | 2:10,37 min |           |
| 6     | 2    | África Zamorano | Spanien    | 2:10,72 min |           |
| 7     | 8    | Aviv Barzelay   | Israel     | 2:11,13 min |           |
| 8     | 1    | Ali Galyer      | Neuseeland | 2:15,16 min |           |

### Zusammenfassung
| Platz | Vorlauf | Bahn | Schwimmerin           | Nation                  | Zeit        | Anmerkung |
| ----- | ------- | ---- | --------------------- | ----------------------- | ----------- | --------- |
| 1     | 4       | 4    | Kaylee McKeown        | Australien              | 2:08,18 min |           |
| 2     | 2       | 4    | Rhyan White           | Vereinigte Staaten      | 2:08,23 min |           |
| 2     | 4       | 5    | Kylie Masse           | Kanada                  | 2:08,23 min |           |
| 4     | 2       | 5    | Phoebe Bacon          | Vereinigte Staaten      | 2:08,30 min |           |
| 5     | 2       | 6    | Liu Yaxin             | China                   | 2:08,36 min |           |
| 6     | 4       | 3    | Taylor Ruck           | Kanada                  | 2:08,87 min |           |
| 7     | 3       | 2    | Peng Xuwei            | China                   | 2:09,03 min |           |
| 8     | 3       | 5    | Emily Seebohm         | Australien              | 2:09,10 min |           |
| 8     | 4       | 6    | Katalin Burián        | Ungarn                  | 2:09,10 min |           |
| 10    | 3       | 6    | Lena Grabowski        | Österreich              | 2:09,77 min |           |
| 11    | 2       | 1    | Tatiana Salcuțan      | Moldau                  | 2:09,98 min | NR        |
| 12    | 3       | 4    | Margherita Panziera   | Italien                 | 2:10,26 min |           |
| 13    | 4       | 7    | Laura Bernat          | Polen                   | 2:10,37 min |           |
| 14    | 4       | 2    | África Zamorano       | Spanien                 | 2:10,72 min |           |
| 15    | 4       | 8    | Aviv Barzelay         | Israel                  | 2:11,13 min |           |
| 16    | 2       | 2    | Sharon van Rouwendaal | Niederlande             | 2:11,24 min |           |
| 17    | 1       | 4    | Ingeborg Løyning      | Norwegen                | 2:11,68 min | NR        |
| 18    | 2       | 7    | Lee Eun-ji            | Südkorea                | 2:11,72 min |           |
| 19    | 3       | 7    | Daryna Sewina         | Ukraine                 | 2:12,30 min |           |
| 20    | 3       | 3    | Katinka Hosszú        | Ungarn                  | 2:12,84 min |           |
| 21    | 2       | 8    | Cassie Wild           | Großbritannien          | 2:12,93 min |           |
| 22    | 3       | 1    | Darja K. Ustinowa     | ROC                     | 2:13,72 min |           |
| 23    | 1       | 5    | Celina Márquez        | El Salvador             | 2:14,72 min |           |
| 24    | 4       | 1    | Ali Galyer            | Neuseeland              | 2:15,16 min |           |
| 25    | 3       | 8    | Simona Kubová         | Tschechien              | 2:15,81 min |           |
| 26    | 1       | 3    | Felicity Passon       | Seychellen              | 2:16,18 min |           |
| 27    | 2       | 8    | Krystal Lara          | Dominikanische Republik | 2:18,63 min |           |

## Halbfinale
Freitag, 30. Juli 2021, 4:35 Uhr MESZ
 

### Halbfinale 1
| Platz | Bahn | Schwimmerin           | Nation             | Zeit        | Anmerkung |
| ----- | ---- | --------------------- | ------------------ | ----------- | --------- |
| 1     | 6    | Emily Seebohm         | Australien         | 2:07,09 min |           |
| 2     | 5    | Phoebe Bacon          | Vereinigte Staaten | 2:07,10 min |           |
| 3     | 4    | Rhyan White           | Vereinigte Staaten | 2:07,28 min |           |
| 4     | 3    | Taylor Ruck           | Kanada             | 2:08,73 min |           |
| 5     | 7    | Margherita Panziera   | Italien            | 2:09,54 min |           |
| 6     | 2    | Lena Grabowski        | Österreich         | 2:10,10 min |           |
| 7     | 1    | África Zamorano       | Spanien            | 2:10,42 min |           |
| 8     | 8    | Sharon van Rouwendaal | Niederlande        | 2:12,98 min |           |

### Halbfinale 2
| Platz | Bahn | Schwimmerin      | Nation     | Zeit        | Anmerkung |
| ----- | ---- | ---------------- | ---------- | ----------- | --------- |
| 1     | 5    | Kylie Masse      | Kanada     | 2:07,82 min |           |
| 2     | 4    | Kaylee McKeown   | Australien | 2:07,93 min |           |
| 3     | 3    | Liu Yaxin        | China      | 2:08,65 min |           |
| 4     | 6    | Peng Xuwei       | China      | 2:08,76 min |           |
| 5     | 2    | Katalin Burián   | Ungarn     | 2:09,65 min |           |
| 6     | 7    | Tatiana Salcuțan | Moldau     | 2:10,09 min |           |
| 7     | 1    | Laura Bernat     | Polen      | 2:12,86 min |           |
| 8     | 8    | Aviv Barzelay    | Israel     | 2:12,93 min |           |

### Zusammenfassung
| Platz | Vorlauf | Bahn | Schwimmerin           | Nation             | Zeit        | Anmerkung |
| ----- | ------- | ---- | --------------------- | ------------------ | ----------- | --------- |
| 1     | 1       | 6    | Emily Seebohm         | Australien         | 2:07,09 min |           |
| 2     | 1       | 5    | Phoebe Bacon          | Vereinigte Staaten | 2:07,10 min |           |
| 3     | 1       | 4    | Rhyan White           | Vereinigte Staaten | 2:07,28 min |           |
| 4     | 2       | 5    | Kylie Masse           | Kanada             | 2:07,82 min |           |
| 5     | 2       | 4    | Kaylee McKeown        | Australien         | 2:07,93 min |           |
| 6     | 2       | 3    | Liu Yaxin             | China              | 2:08,65 min |           |
| 7     | 1       | 3    | Taylor Ruck           | Kanada             | 2:08,73 min |           |
| 8     | 2       | 6    | Peng Xuwei            | China              | 2:08,76 min |           |
| 9     | 1       | 7    | Margherita Panziera   | Italien            | 2:09,54 min |           |
| 10    | 2       | 2    | Katalin Burián        | Ungarn             | 2:09,65 min |           |
| 11    | 2       | 7    | Tatiana Salcuțan      | Moldau             | 2:10,09 min |           |
| 12    | 1       | 2    | Lena Grabowski        | Österreich         | 2:10,10 min |           |
| 13    | 1       | 1    | África Zamorano       | Spanien            | 2:10,42 min |           |
| 14    | 2       | 1    | Laura Bernat          | Polen              | 2:12,86 min |           |
| 15    | 2       | 8    | Aviv Barzelay         | Israel             | 2:12,93 min |           |
| 16    | 1       | 8    | Sharon van Rouwendaal | Niederlande        | 2:12,98 min |           |

## Finale
Samstag, 31. Juli 2021, 3:37 Uhr MESZ

| Platz | Bahn | Schwimmerin    | Nation             | Zeit        | Anmerkung |
| ----- | ---- | -------------- | ------------------ | ----------- | --------- |
| 1     | 2    | Kaylee McKeown | Australien         | 2:04,68 min |           |
| 2     | 6    | Kylie Masse    | Kanada             | 2:05,42 min | NR        |
| 3     | 4    | Emily Seebohm  | Australien         | 2:06,17 min |           |
| 4     | 3    | Rhyan White    | Vereinigte Staaten | 2:06,53 min |           |
| 5     | 5    | Phoebe Bacon   | Vereinigte Staaten | 2:07,70 min |           |
| 6     | 1    | Taylor Ruck    | Kanada             | 2:07,85 min |           |
| 7     | 8    | Peng Xuwei     | China              | 2:07,90 min |           |
| 8     | 7    | Liu Yaxin      | China              | 2:09,48 min |           |